# سوريا الجوفاء
البقاع أو بقاع العزيز (نسبة فيما قيل إلى الملك العزيز بن صلاح الدين الأيوبي) أو سورية الجوفاء أو كل سوريا (لاتينية:Cœle-Syria يونانية: Κοίλη Συρία، إنجليزية: Hollow Syria) هي تسمية يونانية لمنطقة في سوريا خلال العصر الهلنستي. وقد كان متعارفًا أن كلمة كويلا اليونانية مأخوذة حرفيًا من الآرامية «ܟܠ - كل» والتي تتلاقى مع المعنى العربي «كل» إلا أن اللفظة كان لها معنى باليونانية يعطي معنى «أجوف»، فالأصح أن ترد إلى أصلها لتصبح «كل سوريا».
المصطلح كان مشاعاً استخدامه للدلالة على «كل سوريا» أي «كل سوريا ما عدا فينيقيا»، من قبل العديد من المؤرخين كان منهم ديودورس الصقلي الذي أشار إلى أن سوريا الجوفاء تمتد جنوباً وصولاً إلى جوبة (يافا)، كذلك يذكرها بوليبيوس وبلينيوس الأسن وأريانوس وبطليموس.
يترواح تعريف هذه المنطقة ما بين حصرها في سهل البقاع وبين مدها لتشمل اليهودية وساحل فلسطين، أي ما يعادل فلسطين بالكامل.
هذه المنطقة كانت مسرحا لنزاع طويل أثناء حروب ملوك طوائف الإسكندر والحروب السورية أثناء الفترة الهلنستية في سورية.
كما عادت هذه المنطقة لتصبح ولاية قائمة بذاتها في زمن الإمبراطورية الرومية عام 194 م بعد تفكيك ولاية فلسطين السورية. انفصلت عنها مقاطعة الفراتيّة في منتصف القرن الرابع. كما انقسمت هذه المقاطعة عام 415 تقريبًا إلى مقاطعتين: سوريا الأولى وسوريا الثانية (الصحيحة).